# Grave (cratère)
Grave est un cratère lunaire situé au nord du cratère Gagarine, sur la face cachée de la Lune.
Il a été nommé d'après le mathématicien Dmitri Grave.